# Gunnar Olof Hyltén-Cavallius
Gunnar Olof Hyltén-Cavallius, född 18 maj 1818 i Vislanda, död 5 juli 1889 i Skatelöv, var en svensk diplomat, folklivsforskare och etnolog.

## Biografi
Gunnar Olof Hyltén-Cavallius var son till kontraktsprosten Carl Fredrik Cavallius och hans hustru Anna Elisabet Hylténius. Liksom sina syskon, bland vilka kan nämnas sjöofficeren och botanisten Gustaf Erik Hyltén-Cavallius och apotekaren och kemisten Carl Erengisle Hyltén-Cavallius, bildade han, enligt morfaderns önskan, sitt efternamn som en kombination av faderns och moderns namn. 
Hyltén-Cavallius blev filosofie magister i Uppsala 1839 och blev därefter anställd vid Kungliga biblioteket samma år, och blev 1852 förste amanuens. Han var direktör för Kungl. Maj:ts hovkapell och spektakler åren 1856-1860. Han var sedan chargé d'affaires vid brasilianska hovet åren 1860-1864, men måste av hälsoskäl avgå från tjänsten. Han återvände till Sverige och förvärvade år 1866 släktgården Sunnanvik i Skatelövs socken, Kronobergs län, som då fallit ur släktens ägo efter 200 år. Han blev ledamot av Kungliga Samfundet för utgivande av handskrifter rörande Skandinaviens historia 1856 och hedersledamot av Kungliga Vitterhets Historie och Antikvitets Akademien 1883. 
Hans främsta insats gäller svensk arkeologisk och etnografisk forskning och han grundade Sveriges första landsortsmuseum, nämligen Smålands museum i Växjö. år 1867. Han var också en av grundarna av Svenska fornskriftstälskapet (1843), Konstnärsgillet i Stockholm (1845) och Svenska fornminnesföreningen (1869).
Bland hans verk märks främst Svenska folksagor och äfventyr (utgivna tillsammans med George Stephens) 1844-49, (nya upplagor 1853, 1915-16, och 1986), Sveriges historiska och politiska visor (1853), samt Wärend och wirdarne. Försök i svensk ethnologi (1863-1868, senaste upplaga 2018). Hyltén-Cavallius författade även ett historiskt skådespel, Dackefejden (1846), som samma år spelades på Kungliga teatern. Han efterlämnade en handskriven självbiografi Ur mitt framfarna liv, som i något förkortat form utgavs 1929.
Hans hustru Sophia Margareta var dotter till Zacharias Hæggström och Eva Burström. Han ligger begravd på Skatelövs kyrkogård och hans gravsten har utseendet av en runsten. Hans sonson var regissören Ragnar Hyltén-Cavallius.
Hyltén-Cavalliusföreningen grundades i Växjö 1919 med uppgift att för Kronobergs län "verka för hembygdskunskap och hembygdsvård ... väcka uppmärksamhet och skapa intresse för småländsk natur såväl som kultur samt uppspana, beskriva, anteckna eller taga till vara vad som kan visa kommande släkten hur man i dessa bygder känt och tänkt, talat och levat." Föreningen utgjorde en parallell till andra läns fornminnesföreningar och upptog G.O. Hyltén-Cavallius namn som sitt för att markera honom respekt och visa på hans betydelse för ändamålet. Föreningen har numera successivt ombildats till Kronobergs läns hembygdsförbund.